# Чиполина, Кеннет
Кеннет Чиполина (англ. Kenneth Chipolina; 8 апреля 1994, Гибралтар) — гибралтарский футболист, защитник клуба «Линкольн Ред Импс».

## Биография

### Клубная карьера
Начинал карьеру в клубах чемпионата Гибралтара «Сент-Джозефс», и «Гибралтар Юнайтед». В январе 2015 года подписал контракт с «Линкольн Ред Импс», но поначалу выступал за фарм-клуб «Ред Импс» во втором дивизионе, а осенью того же года на правах аренды вернулся в «Гибралтар Юнайтед». Вернувшись из аренды, стал играть за основной состав «Линкольна», с которым стал чемпионом и обладателем Кубка Гибралтара. Также принимал участие в отборочной стадии Лиги чемпионов УЕФА. Сезон 2017/18 и 2018/19 вновь провёл в аренде в командах «Лайонс Гибралтар» и «Линкс».

### Карьера в сборной
Впервые был вызван в сборную Гибралтара в ноябре 2016 года на матч отборочного турнира чемпионата мира 2018 против сборной Кипра, однако на поле не вышел. Следующий вызов получил в рамках того же отборочного цикла в марте следующего года. Дебютировал в составе национальной сборной 25 марта в игре против Боснии и Герцеговины (0:5), в котором был заменён на 53-й минуте.

## Достижения
«Линкольн Ред Импс»
- Чемпион Гибралтара: 2015/2016
- Обладатель Кубка Гибралтара: 2015/2016

## Личная жизнь
Двое его братьев Джозеф Чиполина (р. 1987) и Майкл Чиполина (р. 2000) тоже играют в футбол, при этом Джозеф является одним из лучших игроков в истории сборной Гибралтара по количеству сыгранных матчей и забитых мячей. Также за сборную Гибралтара выступает его двоюродный брат Рой Чиполина.